# Soboń
Soboń – wieś w Polsce położona w województwie mazowieckim, w powiecie węgrowskim, w gminie Wierzbno. Ma status sołectwa.
| SIMC    | Nazwa     | Rodzaj    |
| ------- | --------- | --------- |
| 0693701 | Lucynówka | część wsi |

Pierwsza wzmianka o miejscowości (w formie Zabon W. H.) pochodzi z mapy Zachodniej (Nowej) Galicji A. Mayera von Heldensfelda z lat 1801-1804.
W latach 1975–1998 miejscowość administracyjnie należała do województwa siedleckiego.
Wierni Kościoła rzymskokatolickiego należą do parafii św. Apostołów Piotra i Pawła w Wierzbnie. 
W pobliżu wsi znajduje się rezerwat przyrody Las Jaworski. 